# 英勇强尼
《英勇强尼》為Cartoon Network Studios系列動畫。

## 剧情简介
主角约翰尼認為自己英俊帥氣，相當自恋，但其實是個愚蠢笨拙的男人，而也因此使劇情變得更加有趣。另外在卡通頻道的廣告和特別編 Bravo Dooby-Doo 中，叔比狗的威瑪是约翰尼唯一一位成功追求的對象。

## 登場角色
- 约翰尼（Johnny Bravo）

配音：傑夫·貝內特（美國）；郭如舜（台灣）；苏强文（香港）
- 邦妮（Bunny Bravo）

配音：布倫達·瓦卡羅（美國）；陳美貞（台灣）
- 苏西（Little Suzy）

配音：梅·惠特曼（美國）；楊凱凱（台灣）
- 卡尔（Carl Chryniszzswics）

配音：汤姆·肯尼（美國）；（台灣）
- 老爹（Pops）

配音：（台灣）

## 评价
常识媒体给电视戏四星（满分五星）的评价。